# ФИБА Азија
ФИБА Азија је једна од зона Међународне кошаркашке федерације коју чини 44 кошаркашка савеза из Азије.

## Најбољих дванаест репрезентација
Ажурирано 9. децембра 2020.
| Ранг | Репрезентација | Бодови |
| ---- | -------------- | ------ |
| 3    | Аустралија     | 666,5  |
| 23   | Иран           | 432,1  |
| 25   | Нови Зеланд    | 420,5  |
| 28   | Кина           | 363,7  |
| 30   | Јужна Кореја   | 341,1  |
| 31   | Филипини       | 340,8  |
| 38   | Јордан         | 273,0  |
| 41   | Јапан          | 260,6  |
| 58   | Либан          | 172,3  |
| 65   | Кинески Тајпеј | 140,7  |
| 72   | Катар          | 124,7  |
| 73   | Индија         | 118,5  |

| Ранг | Репрезентација | Бодови |
| ---- | -------------- | ------ |
| 2    | Аустралија     | 714,5  |
| 9    | Кина           | 571,5  |
| 10   | Јапан          | 540,1  |
| 19   | Јужна Кореја   | 333,3  |
| 33   | Кинески Тајпеј | 181,1  |
| 34   | Нови Зеланд    | 171,1  |
| 50   | Филипини       | 124,5  |
| 54   | Либан          | 115,1  |
| 64   | Казахстан      | 102,5  |
| 67   | Малезија       | 91,7   |
| 68   | Индија         | 91,2   |
| 74   | Индонезија     | 85,0   |

## Такмичења

### Организована од стране ФИБА Азије

#### Репрезентације
- Азијско првенство
- Азијско првенство за жене
- ФИБА Азија челенџ
- Лига нација
- Првенства за јуниоре
  - Азијско првенство до 18 година
  - Азијско првенство за жене до 18 година
  - Азијско првенство до 16 година
  - Азијско првенство за жене до 16 година
- Бивша првенства за јуниоре
  - Азијско првенство до 20 година
  - Азијско првенство за жене до 20 година

#### Клубови
- Куп шампиона ФИБА Азије

### Организована од стране подзона ФИБА Азије

#### Репрезентације
- Првенство Средње Азије
- Првенство Источне Азије
- Првенство залива
- Првенство Јужне Азије
- Првенство Југоисточне Азије
- Првенство Западне Азије

#### Клубови
- Кошаркашка лига АСЕАН
- Куп шампиона ВАБА

### Остала паназијска такмичења

#### Репрезентације
- Азијске игре
- Источноазијске игре
- Куп Станковића
- Игре Југоисточне Азије
- Западноазијске игре
- Куп Вилијама Џонса

### Тренутни прваци
| Такмичење                 | Последње пут одржано | Првак        |
| ------------------------- | -------------------- | ------------ |
| Азијско првенство         | 2017.                | · Аустралија |
| Азијско првенство за жене | 2019.                | · Јапан      |
| ФИБА Азија челенџ         | 2016.                | · Иран       |
| Куп шампиона ФИБА Азије   | 2019.                | Алварк Токио |